# Adam Nieniewski
Adam Nieniewski (ur. 19 maja 1886 w Zawadach k. Błaszek, zm. 25 kwietnia 1947 w Olsztynie) – pułkownik dyplomowany kawalerii Wojska Polskiego, uczestnik walk o niepodległość Polski w I wojnie światowej i wojnie z bolszewikami, kawaler Orderu Virtuti Militari.

## Życiorys
Urodził się 19 maja 1886 w Zawadach, w rodzinie Stanisława, ziemianina, powstańca z 1863, i Haliny z Wybickich, wnuczki Józefa Wybickiego. Bratem jego ojca był architekt Apoloniusz Nieniewski. Jego rodzina pieczętowała się herbem Nałęcz.
Naukę rozpoczął w 1897 w Wojskowej Niższej Szkole Realnej w Koszycach i kontynuował w Wojskowej Wyższej Szkole Realnej w Hranicach do 1904. W latach 1904–1907 był słuchaczem Terezjańskiej Akademii Wojskowej w Wiener Neustadt, a po jej ukończeniu został wcielony do Galicyjskiego Pułku Ułanów Cesarza Józefa II Nr 6 w Rzeszowie. Początkowo był komendantem plutonu, a później szwadronu. W latach 1908–1910 ukończył dwa siedmiomiesięczne kursy kawalerii w Tarnowie i Rzeszowie. Od 1 października 1911 do 25 lipca 1914 był słuchaczem Szkoły Wojennej w Wiedniu.
Po wybuchu I wojny światowej pełnił służbę kolejno w austriackiej Kwaterze Głównej, w dowództwie 1 Armii, w Ministerstwie Wojny oraz 55 Dywizji Piechoty i 130 Brygadzie Górskiej, wszędzie na stanowiskach szefa sztabu. 23 maja 1916 został przydzielony do komendy Legionów Polskich i wyznaczony na stanowisko zastępcy szefa sztabu. W czasie służby w c. i k. Armii awansował na kolejne stopnie w korpusie oficerów kawalerii: porucznika ze starszeństwem z 1 września 1906, nadporucznika ze starszeństwem z 1 listopada 1912, rotmistrza ze starszeństwem z 1 września 1915 i majora ze starszeństwem z 1 września 1916.
Po kryzysie przysięgowym został szefem sztabu Komendy Polskiego Korpusu Posiłkowego. Po bitwie z Austriakami pod Rarańczą (noc z 15 na 16 lutego 1918) został internowany (6 marca) i osadzony w więzieniu w Marmaros-Sziget. 10 października zwolniony z więzienia. Wraz z innymi oficerami (między innymi Romanem Góreckim i Włodzimierzem Zagórskim) skierowany do służby w Wojsku Polskim.
8 listopada 1918 został przyjęty do Wojska Polskiego z byłego Polskiego Korpusu Posiłkowego, z zatwierdzeniem posiadanego stopnia majora i przydzielony do Sztabu Generalnego, w którym objął stanowisko II zastępcy szefa SG.
- szefa sztabu generała J. Hallera od 17 czerwca 1919[9]
- szefa sztabu Frontu Południowo-Zachodniego (Front Śląski i Front Cieszyński) od 1 września 1919
- szefa sztabu Frontu Pomorskiego 19 października 1919-31 marca 1920[9]
- szefa sztabu 1 Armii od 1 kwietnia do maja 1920[9]
- szefa sztabu 1 Dywizji Litewsko-Białoruskiej[9]
- dowódcy 5 Pułku Strzelców Konnych  Wielkopolskich od 6 lipca do 1 sierpnia 1920

Od 16 sierpnia 1920 do 24 grudnia 1920 dowodził 4 Brygadą Jazdy. W międzyczasie (26 sierpnia–8 października 1920) był dowódcą grupy operacyjnej swojego imienia. W grudniu 1920 został powołany na kurs wyższych dowódców. 10 stycznia 1921 został mianowany z dniem 1 kwietnia 1920 pułkownikiem w kawalerii, w grupie oficerów byłej armii gen. Hallera. Od stycznia do maja 1921 pozostawał w dyspozycji szefa Sztabu Generalnego. Od 18 maja 1921 był dowódcą VII Brygady Piechoty. 1 czerwca 1921 pełnił funkcję kierownika Kwatery attaché przy szefie SG, a jego oddziałem macierzystym był Oddział V Sztabu Generalnego. 25 września 1921 został mianowany dowódcą piechoty dywizyjnej 10 Dywizji Piechoty w Łodzi. 3 maja 1922 został zweryfikowany w stopniu pułkownika ze starszeństwem z 1 czerwca 1919 i 34. lokatą w korpusie oficerów jazdy (od 1924 – kawalerii). W sierpniu 1923 został mianowany dowódcą piechoty dywizyjnej 7 Dywizji Piechoty w Częstochowie. Z dniem 11 kwietnia 1925 został „czasowo odkomenderowany” do Wyższej Szkoły Wojennej w Warszawie, w charakterze zastępcy komendanta. Z dniem 1 listopada 1925 powrócił na poprzednio zajmowane stanowisko dowódcy piechoty dywizyjnej 7 DP. W międzyczasie (12 kwietnia–12 lipca 1926) był kierownikiem Kursu oficerów sztabowych kawalerii w Grudziądzu. Z dniem 31 stycznia 1928 został przeniesiony w stan spoczynku.
Na emeryturze osiadł w majątku ziemskim w Chorzenicach k. Częstochowy. W 1940 został zmuszony przez Niemców do opuszczenia majątku. Zamieszkał w Kłomnicach. Po wojnie zgłosił się do marszałka Żymierskiego i uzyskał przydział do Wojska Polskiego. W okresie od 5 kwietnia do 3 listopada 1945 pełnił obowiązki dowódcy Okręgu Wojskowego „Poznań”, po czym został zwolniony z czynnej służby. Osiadł w Olsztynie, gdzie zmarł 25 kwietnia 1947. Pochowany na cmentarzu we Wróblewie k. Sieradza.
24 czerwca 1922 zawarł związek małżeński z Janiną z Reszków (1891–1969), córką Edwarda Reszke, śpiewaka operowego. Świadkiem na ślubie był Józef Haller. W 1927 przyszła na świat córka Halina, która później wyszła za mąż za Andrzeja Donimirskiego.

## Ordery i odznaczenia
- Krzyż Srebrny Orderu Wojskowego Virtuti Militari nr 5263 – 21 marca 1922[18]
- Krzyż Oficerski Orderu Odrodzenia Polski – 31 grudnia 1923[19][20]
- Krzyż Walecznych czterokrotnie[21] (po raz pierwszy w 1921 w zamian za otrzymaną wstążeczkę biało-amarantową byłej armii gen. Hallera[22])
- Kawaler Legii Honorowej[21]
- Medal Pamiątkowy za Wojnę 1918-1921 „Polska Swemu Obrońcy”[23]
- Medal Dziesięciolecia Odzyskanej Niepodległości[23]

W czasie służby w c. i k. Armii otrzymał:
- Krzyż Zasługi Wojskowej 3 klasy z dekoracją wojenną i mieczami dwukrotnie,
- Srebrny Medal Zasługi Wojskowej na wstążce Krzyża Zasługi Wojskowej,
- Brązowy Medal Zasługi Wojskowej z mieczami na wstążce Krzyża Zasługi Wojskowej,
- Krzyż Jubileuszowy Wojskowy[24].